# Banco de Descuento de Israel
El Banco de Descuento de Israel (en hebreo: בנק דיסקונט לישראל בע"מ), es uno de los tres mayores bancos de Israel, con 260 sucursales y un activo de 171 mil millones de séquel (35 mil millones de euros).
Fue fundado en Tel Aviv como Eretz Yisrael Discount Bank en 1935 por Leon Recanati, inmigrante judío procedente de Grecia, que había sido líder de la comunidad judía de Salónica. Fue el primer banco que operaba en Palestina, de entre la docena que existían, que trabajaba con personas físicas como clientes para depósitos bancarios y operaciones de crédito restringidas al ámbito privado, en vez de empresas o comerciantes. La primera sucursal se abrió en 1949 en Haifa y se extendió fuera de Israel en 1962, abriendo una oficina en Nueva York. Después de la crisis financiera de 1983, el Gobierno de Israel pasó a ser su propietario. En 2006, el banco todavía está participado por el Estado, que posee el 31% de las acciones.